# مفركة (قرية)
مفركة قرية في منطقة السكوت في الولاية الشمالية من السودان، شمال قرية كوشة وجنوب قرية فركة وغرب الصحراء النوبية وشرقي نهر النيل.

## النشاط السكاني
- الزراعة
- الرعي
- التجارة
- الهجرة، لطلب الرزق.

## الجزر المحيطة بالقرية
تشرف القرية على الكثير من الجزر (انظر منطقة السكوت) منها جزيرة دفي، وجزيرة أبنارتي، وجزيرة سرقد، والأخيرة جزيرة موسمية.

## المصدر
موقع نباتا